# Kiowa (Kansas)
Kiowa és una població dels Estats Units a l'estat de Kansas. Segons el cens del 2000 tenia 1.055 habitants.

## Demografia
Segons el cens del 2000, Kiowa tenia 1.055 habitants, 467 habitatges, i 292 famílies. La densitat de població era de 384,3 habitants/km².
Dels 467 habitatges en un 25,7% hi vivien nens de menys de 18 anys, en un 54,6% hi vivien parelles casades, en un 5,8% dones solteres, i en un 37,3% no eren unitats familiars. En el 36,2% dels habitatges hi vivien persones soles el 24% de les quals corresponia a persones de 65 anys o més que vivien soles. El nombre mitjà de persones vivint en cada habitatge era de 2,19 i el nombre mitjà de persones que vivien en cada família era de 2,87.
Per edats la població es repartia de la següent manera: un 23,6% tenia menys de 18 anys, un 4,7% entre 18 i 24, un 21,3% entre 25 i 44, un 24,4% de 45 a 60 i un 26% 65 anys o més.
L'edat mediana era de 45 anys. Per cada 100 dones de 18 o més anys hi havia 76,8 homes.
La renda mediana per habitatge era de 31.141 $ i la renda mediana per família de 41.806 $. Els homes tenien una renda mediana de 31.667 $ mentre que les dones 21.083 $. La renda per capita de la població era de 16.670 $. Entorn del 9,7% de les famílies i el 14,2% de la població estaven per davall del llindar de pobresa.

## Poblacions més properes
El següent diagrama mostra les poblacions més properes.